# Franc Žnidaršič
Franc Žnidaršič, slovenski politik, poslanec in zdravnik, * 11. december 1940, Bučka, danes naselje v občini Trebnje. 

### Življenjepis
Na začetku 2. svetovne vojne, leta 1941, je bil z družino izgnan v nemško delovno taborišče, kjer sta preminula njegov oče in brat.
Po končanem študiju Medicine na Medicinski fakulteti v Ljubljani, se je kot zdravnik pripravnik zaposlil v Zdravstvenem domu Brežice. Specializiral je Družinsko medicino. Kot splošni zdravnik je delal v ambulantah v različnih zdravstvenih domovih po Sloveniji.
Kasneje je opravljal tudi delo strokovnega direktorja Zdravstvenih domov v Zrečah, Sežani, Slovenskih Konjicah in Trebnjem.

### Zasebno
Je oče treh odraslih hčera. Kot upokojenec živi z drugo ženo v Trebnjem.

## Politika

#### Lokalna politika
Večkrat je bil izvoljen v funcijo občinskega svetnika občine Trebnje in v enem mandatu postal tudi podžupan te občine.
3. državni zbor Republike Slovenije
V tem mandatu ni bil član državnega zbora, ampak je bil državni sekretar na Ministrstvu za delo, družino in socialne zadeve.
4. državni zbor Republike Slovenije
Kot član Demokratične stranke upokojencev Slovenije leta 2004 drugič izvoljen v Državni zbor Republike Slovenije; v tem mandatu je bil član naslednjih delovnih teles:
- Odbor za zunanjo politiko,
- Odbor za delo, družino, socialne zadeve in invalide,
- Komisija za odnose s Slovenci v zamejstvu in po svetu,
- Ustavna komisija,
- Odbor za zadeve Evropske unije,
- Preiskovalna komisija za ugotovitev politične odgovornosti nosilcev javnih funkcij v zvezi z domnevnim oškodovanjem državnega premoženja pri prodaji deležev Kapitalske družbe d.d. in Slovenske odškodninske družbe d. d. v gospodarskih družbah in sicer tako da zajema preiskava vse prodaje ki so sporne z vidika skladnosti z zakoni in drugimi predpisi ter z vidikov preglednosti in gospodarnosti (namestnik člana) in
- Kolegij predsednika Državnega zbora Republike Slovenije.

5. državni zbor Republike Slovenije
Na začetku mandata je postal vodja poslanske skupine DeSUS. 1. decembra 2009 je izstopil iz poslanske skupine DeSUS in postal nepovezani poslanec. 22. julija 2010 je izstopil še iz same stranke.

#### Ustanovitev lastne politične stranke
31. julija 2010 je ustanovil novo politično stranko - Demokratična stranka dela in solidarnosti, ki je bila februarja 2011 preimenovana v Demokratično stranko dela. 16. julija 2011 je bil na prvem kongresu DSD izvoljen za njenega prvega predsednika.
Na državnozborskih volitvah leta 2011 je kandidiral na listi svoje stranke, ki ji ni uspelo prebiti parlamentarnega praga.
Na predčasnih državnozborskih volitvah leta 2014 je kandidiral na skupni listi koalicije Združena levica (IDS, DSD in TRS), ki je vstopila v državni zbor s šestimi poslanci.